# 6974 Solti
6974 Solti là một tiểu hành tinh vành đai chính với chu kỳ quỹ đạo là 1530.0693045 ngày (4.19 năm).
Nó được phát hiện ngày 27 tháng 6 năm 1992.